# Mandica Dulčić
Prof. Mandica Dulčić (u. 1990.), hrvatska pjesnikinja. Djelovala u emigraciji.
Pad hrvatske države, saveznice Osovinskog režima dočekala je kao sveučilištarka. Sa svojom je skupinom napustila Zagreb. Pri povlačenju ih je na jednom mjestu dočekala paljba sovjetske Crvene armije, partizana i konvertiranih četnika. Spasilo ih je što su naišle na hrvatske vojnike koji su im pomogli u teškom maršu kroz šumu. Drugom prilikom zaštitili su ih engleski vojnici pred indoktriniranim vojnicima jugoslavenske vojske. Na blagdan Duhova, 20. svibnja kolonom iz Kruppendorfa krenule su na dvomjesečni put prema Italiji. U Fermo je njena skupina stigla 10. srpnja. Boravila u hrvatskom izbjegličkom logoru u Fermu, u kojem se njena skupina duže zadržala.  Na logorskoj je pozornici izvela dramu Duška Ševerdije i Zvonimira Fržopa Hrvatska kruna, kojoj su na logorskoj pozornici bili izvođački nositelji ona i prof. Zoričić. Poslije je njena skupina bila u ženskom samostanu Grottaferrati, zaslugom rektora Hrvatskog sveučilišta dr. Stjepana Horvata, prof. Dušana Žanka te predsjednika Hrvatskoga crvenog križa dr. Jurja Reboka i generalnog definitora Franjevačkog reda u Rimu fra Dominika Mandića.
Pjesme je u objavila u Hrvatskoj reviji.
Zastupljena u antologiji Cvrčak u boriku : poezija i proza, prireditelja Ante Selaka. Zastupljena pjesmama Pisniku / Viktoru Vidi / Moje more / Kako ćemo napisati tugu?: Iz majčina pisma na str. 293-295.

## Vanjske poveznice
- Bibliografija Hrvatske revije. LZMK  Arhivirana inačica izvorne stranice od 8. kolovoza 2020. (Wayback Machine) Autori i suradnici - Hrvatska revija. Dulčić, Mandica
- Sveučilište u Hannoveru  Arhivirana inačica izvorne stranice od 22. kolovoza 2016. (Wayback Machine) Mandica Dulčić, Slavoljub Kantoci: Vergili Aeneidos libri noni argumentum, 1937
- 60 hrv. emigrantskih pisaca  Arhivirana inačica izvorne stranice od 5. prosinca 2012. (Wayback Machine), fra Šimun Šito Ćorić
- Studia croatica. Año XLIII, Buenos Aires, 2002, N° 144. Anexo 1. El listado de las universitarias croatas] "Esta es la nómina de las estudiantes universitarias que juntamente con otras mujeres, esposas y viudas de combatientes croatas, se retiraban como grupo desde Croacia en mayo de 1945 cuando estaba por terminar la guerra. "